# Ilf e Petrov

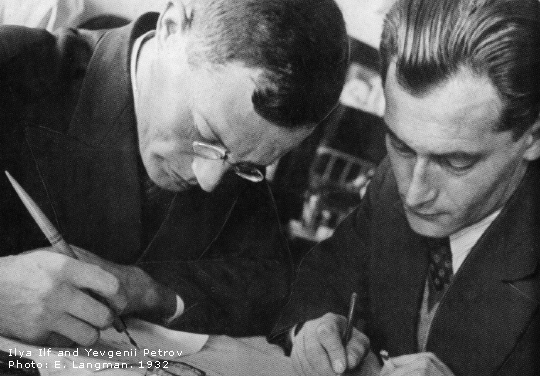
Ilf e Petrov.

Ilya Ilf e Evgueni Petrov, nascidos em Odessa, foram dois escritores soviéticos dos anos 1920 e 1930. Por seus trabalhos conjuntos, a dupla acabou recebendo o nome de Ilf e Petrov.